# Lạc nội mạc trong tử cung
Lạc nội mạc trong tử cung (tiếng Anh: adenomyosis) là một bệnh lý lành tính, thường gặp ở phụ nữ 35 - 50 tuổi chiếm tỉ lệ dao động khoảng 5-10% . Đây là tình trạng mô tuyến của lớp nội mạc tử cung hiện diện bên trong lớp cơ của tử cung. Ở tử cung người bình thường 03 lớp tuyến, cơ và thanh mạc là 03 lớp độc lập không bao giờ có hiện tượng này.

## Cơ chế bệnh sinh và sự phát triển
Hiện tại chưa biết chính xác bệnh sinh của lạc nội mạc cơ tử cung. Tuy nhiên u lạc nội mạc là khối u lệ thuộc chủ yếu vào estrogen và một phần progesterone. Điều này lý giải do khi sử dụng các thuốc ức chế buồng trứng thì các khối u lạc nội mạc cơ tử cung này đều giảm kích thước.
Các giả thuyết cho rằng bất kỳ loại sang chấn lên tử cung mà có thể gây phá vỡ rào cản giữa nội mạc tử cung và cơ tử cung, chẳng hạn một vài nguyên nhân được nêu ra như: mổ lấy thai, thắt ống dẫn trứng, nạo phá thai, mổ bóc tách u xơ tử cung, khi mang thai,... Nhưng cũng có giả thuyết cho rằng ngay từ thời kỳ bào thai thì rào cản này bị khiếm khuyết ở một số người dẫn đến dù họ chưa hề bị một sang chấn nào nhưng họ vẫn bị lạc nội mạc vào lớp cơ, thậm chí theo dòng máu di chuyển đến một cơ quan ở xa tử cung.
Khi mô tuyến lạc vào trong cơ tử cung sẽ tạo ra tình trạng bệnh lý bất thường do khi đến chu kỳ hành kinh thì phần kinh trong mô tuyến này mắc kẹt lại trong lớp cơ không thể bài tiết ra ngoài dẫn đến triệu chứng phổ biến nhất là đau bụng kinh rất dữ dội (thống kinh). Ngoài ra bệnh nhân còn có thể gặp các triệu chứng như kinh nguyệt nhiều (cường kinh), chảy máu nhiều ngày trong chu kỳ (rong kinh) khiến bệnh nhân bị thiếu máu và đáng kể hơn là đến tình trạng hiếm muộn và vô sinh.
Cần phải phân biệt hiện tượng lạc nội mạc ngoài cơ tử cung (Endometriosis) là phần mô lạc nội mạc có thể nằm ở các vị trí gần tử cung như dây chằng tử cung cùng, vùng bẹn, dây chằng rộng, đùi, cơ vùng bụng, buồng trứng. Thậm chí ở rất xa vị trí tử cung như mắt, phổi, não, .... và đặc biệt là cứ đến ngày hành kinh tại các vị trí này lại có hiện tượng xung huyết và bài tiết dịch, xuất huyết khiến bệnh nhân rất đau, có dấu hiệu sưng đỏ, thậm chí có nhiều triệu chứng nổi bật như đỏ mắt, động kinh hoặc ho ra máu khi đến ngày hành kinh .
Lạc nội mạc trong cơ tử cung có thể có hai dạng:
1. Khu trú ở một vùng tử cung
2. Lan tỏa hết tử cung

## Những biểu hiện của bệnh
1. Cơn co thắt nặng hoặc đau bụng dữ dội ở vùng bụng dưới khi hành kinh (thống kinh) đây là triệu chứng chiếm 80% biểu hiện bệnh
2. Chảy máu nặng nề (cường kinh)
3. Kéo dài trong kỳ kinh nguyệt (rong kinh)
4. Chảy máu giữa các chu kỳ kinh (rong huyết)
5. Đau khi giao hợp
6. Kích thước tử cung sẽ to lên gấp đôi hoặc gấp ba so với bình thường. Mặc dù bệnh nhân không thể tự biết được nhưng nếu để ý sẽ thấy vùng bụng dưới có thể lớn hơn.
7. Sẩy thai
8. Hiếm muộn thậm chí vô sinh

## Chẩn đoán
Những năm trước đây, chẩn đoán xác định lạc nội mạc trong cơ tử cung là thực hiện cắt tử cung và kiểm tra các mô tử cung dưới kính hiển vi (làm giải phẫu bệnh). Tuy nhiên bây giờ, với công nghệ chẩn đoán hình ảnh hiện đại đã làm cho các bác sĩ chẩn đoán được lạc nội mạc trong cơ tử cung mà không cần phẫu thuật đó là siêu âm và đặc biệt cộng hưởng từ giúp chẩn đoán xác định có độ chính xác rất cao.
1. Siêu âm là phương pháp thường qui giúp tầm soát và phát hiện lạc nội mạc trong cơ tử cung rất phổ biến.
2. Cộng hưởng từ là phương pháp cao cấp hơn giúp đánh giá tất cả các đặc điểm của khối u và sự tưới máu của khối lạc nội mạc.

## Điều trị

### Nội khoa
Bao gồm các thuốc chống viêm giảm đau mạnh nhằm giúp kiểm soát cơn đau và thuốc hormon nhằm ức chế nội tiết tố nhằm giảm sự phát triển và ức chế lạc nội mạc. Điều trị nội khoa cũng có hiệu quả tốt nhưng nhược điểm là khi ngừng thuốc thì bệnh hay tái phát do đó đây không phải là giải pháp tối ưu và dứt điểm.

### Phẫu thuật
Hiện nay có các loại phẫu thuật: mổ hở và mổ nội soi qua thành bụng. Mục đích của phẫu thuật là bóc tách đi phần lạc nội mạc trong cơ tử cung có chọn lọc nhằm bảo tồn tử cung, nhược điểm của kỹ thuật này là chỉ bóc tách được các khối to, các khối nhỏ vẫn tiếp tục phát triển và cũng không thể bóc hết vì lạc nội mạc nằm len lõi rất sâu trong lớp cơ nếu can thiệp quá sâu sẽ làm tổn thương nặng cơ tử cung. Vì đây là một phẫu thuật thực sự nên vẫn có một tỉ lệ rủi ro do các phương pháp vô cảm và nếu khối u chảy máu quá nhiều thì phải cắt tử cung để cầm máu.
Mổ cắt tử cung: Đây là phương pháp điều trị triệt để, đương nhiên là một phẫu thuật quá nặng nề với một khối lạc nội mạc trong cơ tử cung lành tính. Chỉ được áp dụng khi phụ nữ đã sinh đủ số con và không mong muốn có con trong tương lai.
- Phương pháp thuyên tắc mạch máu 
Phương pháp này làm tắc các động mạch nuôi các u lạc nội mạc và chỉ áp dụng cho các u lạc nội mạc giàu mạch máu và còn khu trú ở một vùng tử cung. Sau tắc mạch thường sẽ rất đau do khối lạc nội mạc bị hoại tử nhồi máu. Phương pháp này cần gây tê và có nguy cơ sẽ tắc các nhánh cấp máu cho buồng trứng hoặc các vùng cơ tử cung lành nên có một tỉ lệ vô kinh thậm chí vô sinh sau tắc mạch. Phương pháp này chỉ nên áp dụng cho các trường hợp khối u lạc nội mạc khu trú giàu mạch máu và người phụ nữ đã đủ số con hoặc không mong muốn có thêm con trong tương lai.
- Phương pháp điều trị MRI HIFU 
Phương pháp này dùng sóng siêu âm khu trú cường độ cao tạo hiệu ứng nhiệt đốt tế bào đích dưới kiểm soát định vị bằng hình ảnh cộng hưởng từ. Đây là phương pháp điều trị lạc nội mạc trong cơ tử cung tiên tiến nhất thế giới, giúp loại trừ mô đích bất thường trong cơ thể mà không cần phẫu thuật, không chảy máu, không để lại sẹo, không ảnh hưởng đến sức khỏe sinh sản, giúp bảo tồn tử cung, độ an toàn cao. Hôm sau người bệnh có thể làm việc trở lại. Phương pháp này chỉ áp dụng tốt cho các loại lạc nội mạc nghèo mạch máu nuôi, không áp dụng cho các u lạc nội mạc giàu mạch máu.

## Khuyến cáo
Các phương pháp điều trị đều có những ưu điểm và nhược điểm riêng. Không có phương pháp nào có ưu điểm hơn phương pháp còn lại mà điều quan trọng là tất cả các bệnh nhân lạc nội mạc đã có biến chứng trước khi chọn lựa bất kỳ một phương pháp điều trị nào cũng đều cần nên chụp cộng hưởng từ vùng chậu để đánh giá chính xác đặc điểm khối lạc nội mạc cũng như mức độ tưới máu của u lạc nội mạc, đây là thông tin cực kỳ quan trọng để định hướng chọn lựa loại phương pháp điều trị phù hợp cho tình trạng của từng bệnh nhân và làm giảm tối đa rủi ro cho các bệnh nhân lạc nội mạc tử cung trong quá trình tiến hành các thủ thuật và phẫu thuật.